# 理琪
理琪（1908年—1938年2月13日），原名游建铎，河南省太康县游庄村人。理琪于1928年加入了中国共产党，曾任中共胶东特委书记、胶东军政委员会主席、山东人民抗日救国军第三军司令等职，并曾成功策划了天福山起义、威海起义等武装暴动。1938年2月，在雷神庙战斗中因被日军击中而伤重牺牲。

## 生平
理琪原名游建铎，1908年出生于河南省太康县游建庄村的一个地主家庭。16岁时，理琪到开封读中学并开始接触新思潮书刊。1928年，理琪加入了中国共产党，后回家乡活动。同年在开封军阀冯玉祥军中当了电务员，在军中进行士兵运动，宣传中共思想。1929年，已经随军开驻江西的理琪除了继续兵运工作外，还为红军搜集情报，被发觉后离开国军去了瑞金。他在瑞金仍从事无线电通讯工作。
1934年，理琪被派到上海工作。1935年下半年，因上海党组织遭破坏，他与组织失掉了联系。1936年春，理琪在几经周折后与中共河南省委取得联系，后由中共中央政治交通员邓汝训介绍，到胶东地区工作。当时，包括中共胶东特委书记张连珠在内的很多胶东党员都因一一·四暴动失败而遭到逮捕或杀害，中共在胶东的活动陷入低潮，幸存党员重建了中共文登临时县委，并与中共河南省委取得了联系。理琪到威海文登后，马上着手恢复各级党组织，1936年4月，在文登县沟于家村成立了中共胶东临时特委，理琪任书记，刘振民、邹青言等任委员。不久因韩复榘发动清乡，理琪被送到威海卫暂避，因与组织失联被迫离开威海去了济南。理琪再次回到胶东后成立了新的胶东特委，他被选为书记。
1936年秋，出于安全和工作开展等方面的考虑，也为了与上级党组织取得联系，理琪和临时特委机关从文登迁移到了烟台市内，理琪的办公地点就隐藏在烟台市区毓璜顶的山东省立第八中学中。中共中央北方局派吕志恒来胶东工作，根据北方局指示成立了中共胶东临时工作委员会，理琪任书记。1936年12月间，由于叛徒的出卖，临时工作委员会机关遭到了破坏，理琪被捕，后被解往济南。1937年7月7日芦沟桥事变后，抗日民族统一战线形成。1937年11月，理琪被保释出狱。出狱后的理琪奉中共山东省委指示于12月15日返回胶东。12月24日，胶东特委发动天福山起义，建立了山东人民抗日救国军第三军。起义后部队西进，而理琪等特委负责人则到威海卫发动了1938年1月15日的威海起义。1938年1月19日，天福山起义和威海起义的两支队伍合编，成立了第三军司令部，所属部队整编为两个大队和一个特务队，理琪任司令员，还成立了军政委员会，理琪任主席。
侵华日军于1938年2月3日占领烟台，2月5日占领牟平县城，但日军随后撤回了烟台。此时，理琪则率第三军从文登出发西上抗日，到达文登、牟平两县交界处的崔家口村一带，待机与日军作战。后来国民政府牟平县保安大队大队长张建勋与第三军联系准备攻打牟平县城，理琪分析后做出了由胶东特委副书记吕志恒率领二大队留守崔家口，理琪率一大队及特务队袭击牟平城的决定。1938年2月12日，理琪率军由崔家口出发，2月13日上午，牟平县城很快就被第三军占领。县长宋健吾、公安局长王紫岩和商团副会长常继武等100余人被俘，第三军缴枪近百支，战斗很快就结束了。战斗结束不久，第三军释放了大部分俘虏携战利品出城到城南山区休整，而指挥部则在雷神庙开会研究下一步的安排。因负责阻击和警戒的部队缺乏经验，留在雷神庙开会的理琪等二十多人被从烟台赶来驰援的日军包围，雷神庙战斗爆发。战斗中理琪腹部连中三弹，突围撤离途中在杨岚村牺牲，时年三十岁。

## 纪念
理琪牺牲后，被安葬在了文登县崔家口村，1945年11月被迁葬到了新建的栖霞英灵山革命烈士陵园内。1962年，郭沫若曾专门作诗纪念理琪。
2014年，理琪被列入中华人民共和国民政部公布的第一批300名著名抗日英烈和英雄群体名录。